# 巴克艾 (亚利桑那州)
巴克艾（英語：Buckeye）是美国亚利桑那州马里科帕县下属的一座城市。面积约为375.39平方英里（约合972.3平方公里）。根据2010年美国人口普查，该市有人口50,876人，人口密度为135.6/平方英里。